# Ulak Karang Utara
Ulak Karang Utara is een bestuurslaag in het regentschap Padang van de provincie West-Sumatra, Indonesië. Ulak Karang Utara telt 6436 inwoners (volkstelling 2010).